# Långhornssländor

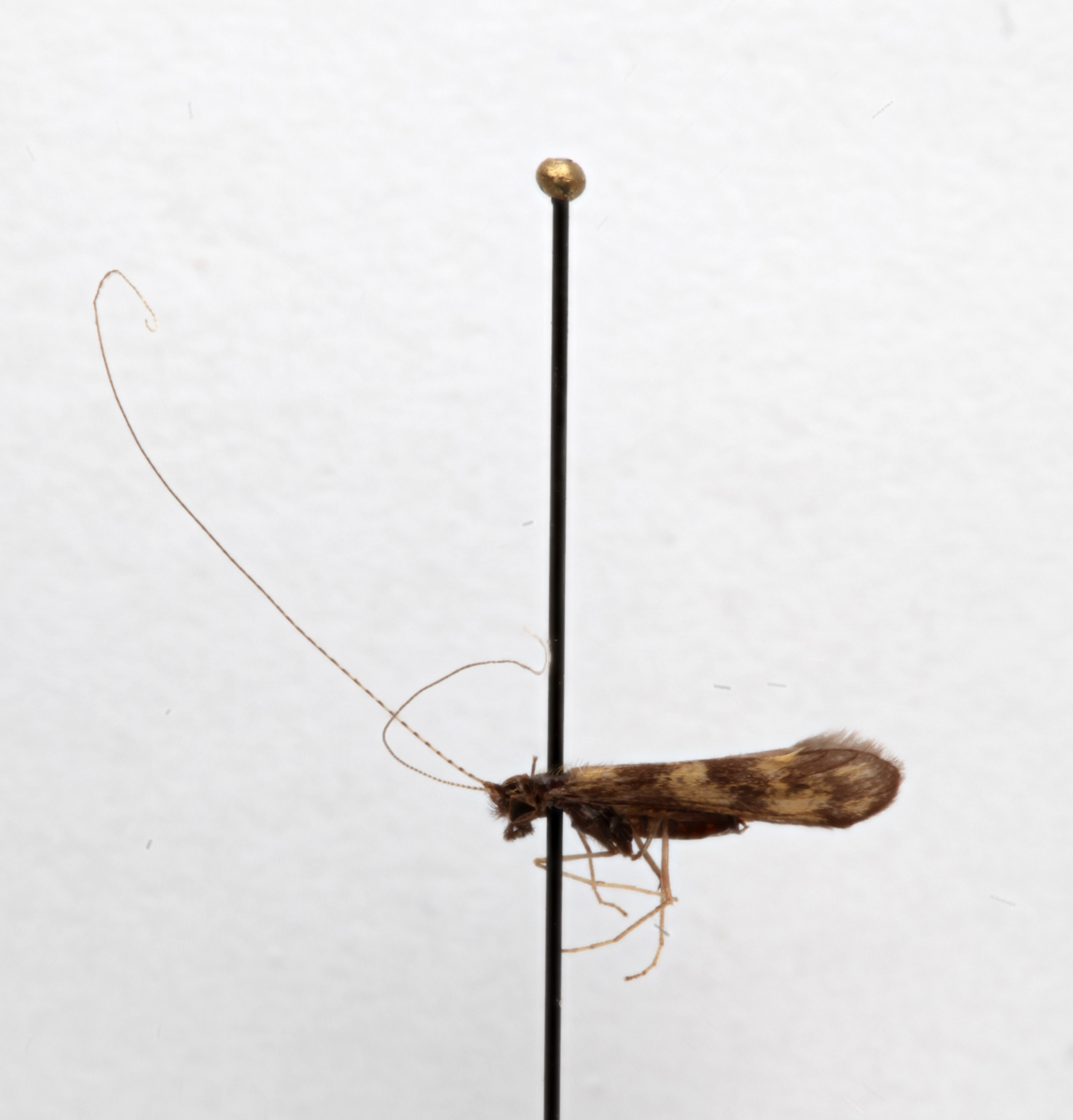
Mystacides longicornis (lateral)

Långhornssländor (Leptoceridae från grekiskan "leptos"= tunn + "keras; keratos"= horn) är den näst största familjen inom insektsordningen nattsländor (Trichoptera). Utbredningen för familjen är världsvid och det finns omkring 1 800 kända arter. Familjen delas traditionellt in i två underfamiljer; Leptocerinae, som kan hittas världen över, och Triplectidinae, som finns i australienska och oceanska regionen. Nyligen upphöjdes ytterligare två grupper till nya underfamiljer.  Familjen karakteriseras av de ovanligt långa antennerna, 2 till 3 gånger längre än framvingarna. Därav namnet Långhornssländor. År 1815 beskrevs familjen av W.E Leach.

## Beskrivning
Långhornssländorna har ett karakteristiskt utseende. Kroppslängden varierar inom familjen från 5–17 mm med vingspann från 10 till 40 mm. Antennerna hos vuxna långsländor är trådlika samt mycket långa och hårlösa, vanligen 2–3 gånger längre än framvingarna. Maxillarpalperna består av 5 segment hos båda könen. Långhornssländor saknar punktögon (ocelli).
Dessutom karaktäriseras familjen av två rader av små hål på den främre delen av mellankroppens mittersta ryggsegment (mesoscutum), istället för håriga vårtor som hos många andra nattsländefamiljer.
Det finns en del arter som har ljust färgade och skimrande hår och fjäll på vingarna (släktet Nectopsyche).  Antennerna är längre hos hanarna än hos honorna. Storlekarna varierar inom familjen från väldigt små till relativt stora med vingspann från 10 till 40 mm.
Det finns tre olika karaktärer som särskiljer leptoceridlarver från andra familjer. Den första karaktären är att antennerna är 8 gånger längre än bredden. Den andra karaktären är de långa bakbenen. Den sista urskiljningen är att mellankroppens bakersta segment på undersidan (metasternum) har minst två hårborstar.

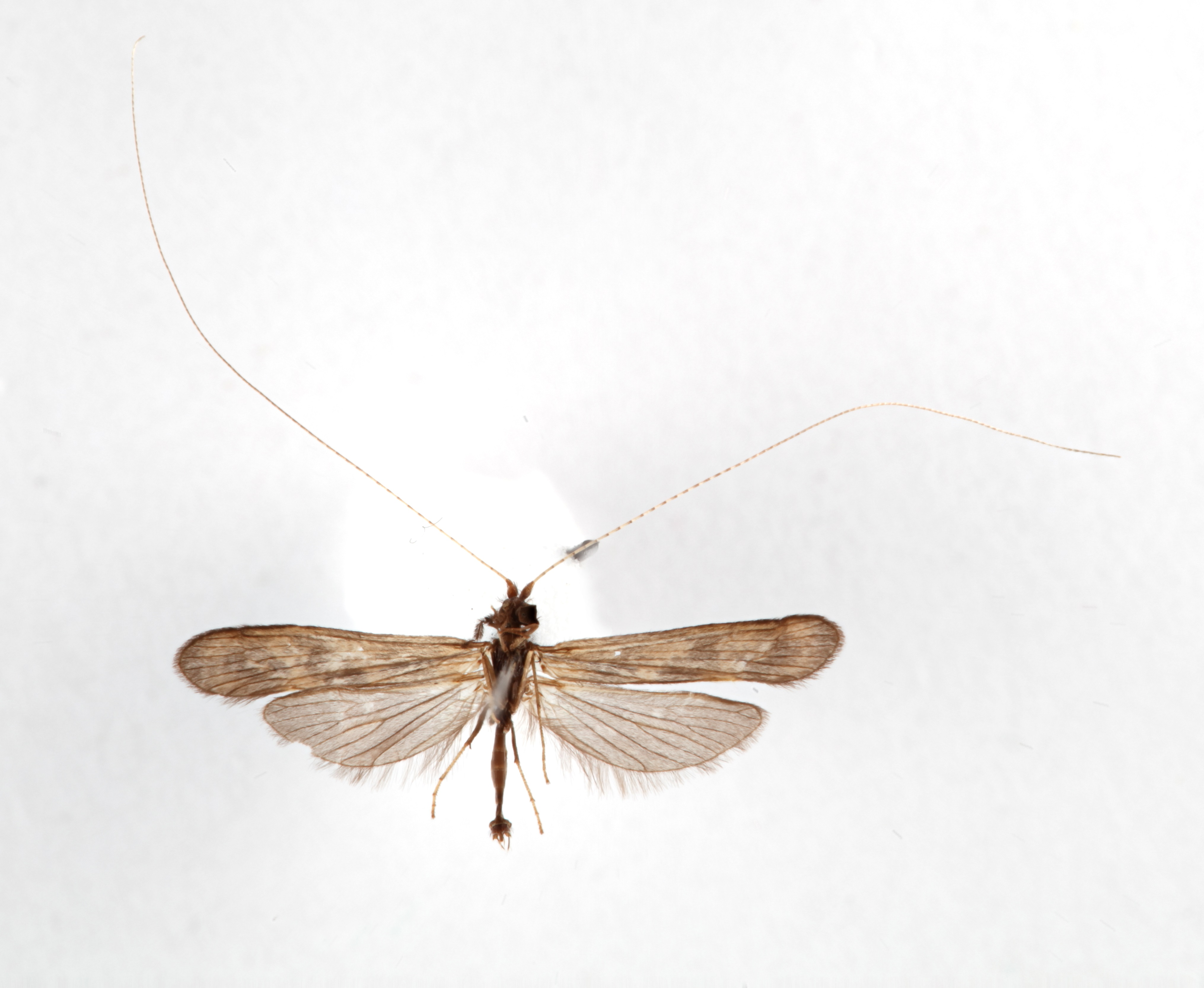
Mystacides longicornis (ventral)

## Biologi
Denna familj förekommer över hela världen men de olika underfamiljerna har olika utbredning. Leptocerinae finner man över hela världen och Triplectidinae finner man sydväst om den indiska oceanen samt i neotropikerna.
Leptoceridlarven
Larverna är akvatiska, en del arter är dagaktiva och kan ses flyga över vatten där vegetation finns.
Alla arter inom familjerna lägger sina ägg i vatten förutom en art, Leptorussa darlingtoni som lägger sina ägg på marken. Förpuppningen är den kortaste fasen av livscykeln. Uppkomst sker i oktober till maj beroende på art.
Larvernas bo består av olika material som exempelvis sandkorn, växtdelar, kvistar eller silke. Larvhusen är vanligtvis tubformade och väldigt sällan tillplattade. Det har förekommit att vissa larver tar över andras övergivna bon.
Vissa larver som i Sydamerika och Australien äter avföring av andra djur, medan vissa är predatorer. Ett släkte, Ceraclea, har rapporterats äta sötvattensvampar. Det mittersta segmentet på ryggsidan av larvens mellankropp (mesonotum) kan antingen vara membranöst eller med ett par små, krökta plattor; klorna på bak- och mellanbenen är lika i längd; antennerna är åtminstone 8 gånger längre än breda.
- Skenbenet är ofta uppdelat i två lika långa segment.[5]
- Gälarna är antingen uppbyggda av enkla eller multipla filament.[5]

## Fylogeni
Leptoceridae delas numera in i fyra underfamiljer, varav bara Leptocerinae finns representerat i Sverige:
- Leptocerinae
- Triplectidinae
- Grumichellinae
- Leptorussinae

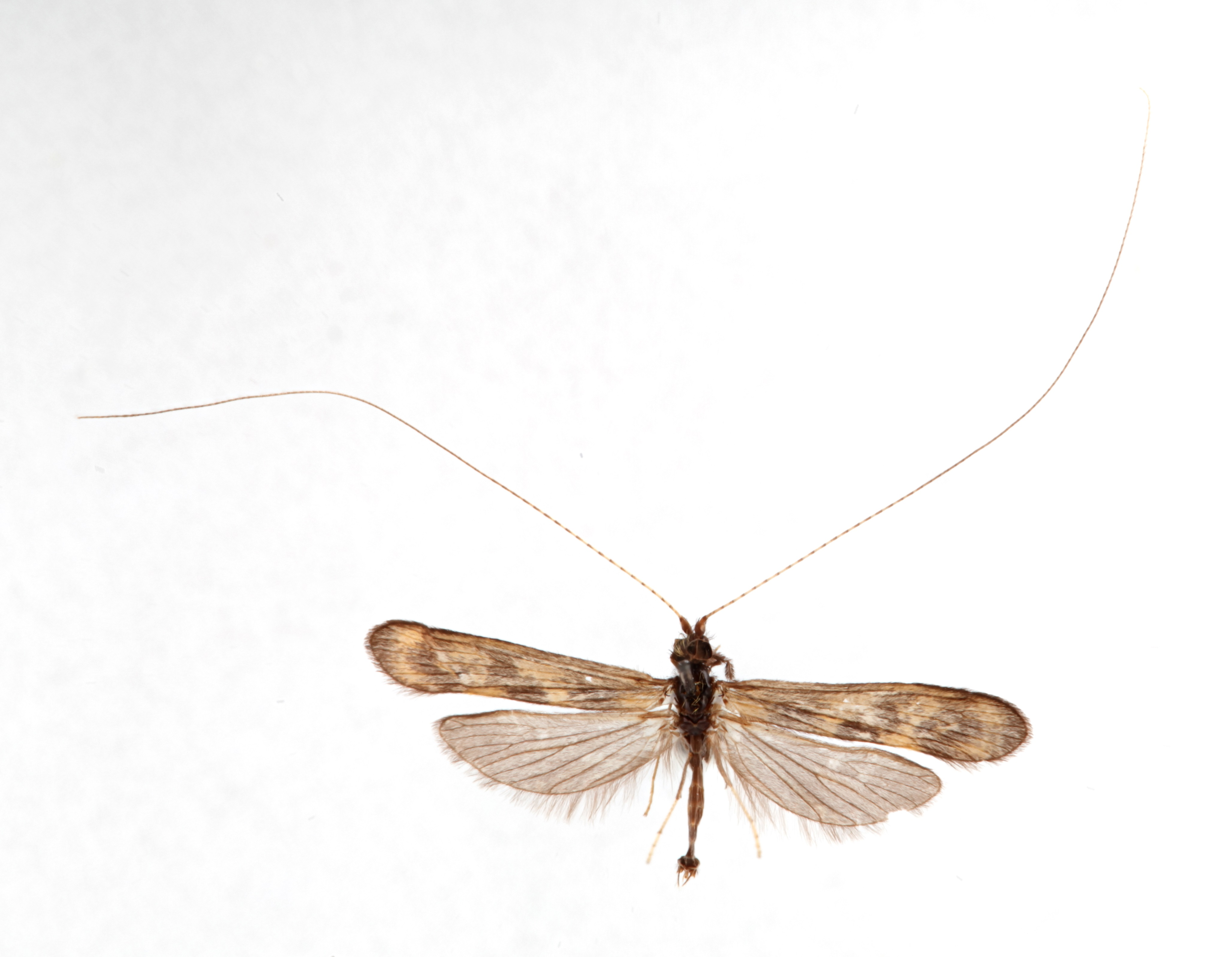
Mystacides Longicornis (dorsal)

Antalet påträffade och bofasta släkten i Sverige: 10.
Antalet påträffade och bofasta arter i Sverige: 30.